# Hospital des Heiligen Geistes (Brilon)
Das Hospital des Heiligen Geistes (hospitale s(anc)ti spiritus) war eine wohltätige Einrichtung in Brilon. Es befand sich dort, wo heute das Haus Hövener steht.

## Geschichte
Erstmals urkundlich erwähnt wurde die mildtätige Einrichtung in einem Dokument vom 13. Oktober 1384. In einer Urkunde von 1510 wurde der Standort mit am Markt präzisiert. Auch in späteren Urkunden tritt dieser Hinweis auf. Über die Bauart, das Aussehen, die Größe und die Einrichtung ist nichts bekannt. Unterhalten wurde das Hospital durch Schenkungen von Geld oder Ländereien.
Das Hospital war kein Krankenhaus nach heutigem Verständnis. Es wurde alten, armen oder kranken Menschen ein Obdach und in geringem Maß auch Pflege geboten. Hauptsächlich waren es Menschen, die auf Fürsorge von Verwandten verzichten mussten. Heilung stand nicht im Vordergrund. Voraussetzung für die Aufnahme war Bedürftigkeit. Auch wurden Findelkinder hier untergebracht. Das erste Findelkind in Brilon ist 1718 belegt; es wurde vier Jahre zuvor am Niederen Tor aufgefunden. In das Briloner Hospital wurden nur Frauen aufgenommen. Es wurde von Wohnungen oder Zimmern berichtet, in denen alte Frauen separatim (getrennt) oder einzeln lebten. In alten Hospitalrechnungen ist von der Stube der alten Frauen die Rede, vermutlich der gemeinsame Aufenthaltsraum. Es lebten gleichzeitig immer acht Frauen in der Einrichtung. Wurde ein Platz durch Tod frei, wurde dieser zügig wieder besetzt. Ebenfalls wohnten die beiden Lehrerinnen in dem Gebäude; 1659 wurde erstmals eine Ludimagistra (Schulmeisterin) als in dem Haus wohnend erwähnt. Auch waren hier die Unterrichtsräume für die beiden Mädchenklassen untergebracht. Um 1742 wurden die Klassen und die Lehrerinnen in das Gebäude des neu erbauten städtischen Weinkellers verlegt.

## Kapelle
Gesichert überliefert ist das Vorhandensein einer eigenen Kapelle im Hospital. Aus Urkunden des 15. Jahrhunderts geht hervor, dass die Kapelle dem Hl. Geist und dem Hl. Jodokus geweiht war. Jodokus galt als Helfer gegen Krankheiten, später besonders gegen die Pest. Nach 1700 wurde Jodokus als Schutzpatron nicht mehr erwähnt; es scheint zu einem nicht mehr feststellbaren Zeitpunkt zu einem Wechsel des Patroziniums gekommen zu sein. Aus einem Visitationsprotokoll von 1708 ist eine besondere Festlichkeit am Tag des Hl. Thomas zu entnehmen. In der Kapelle war ursprünglich ein eigener Geistlicher angestellt; später übernahmen Vikare der Pfarrei die Aufgabe.

## Zerstörung
Das Heilig-Geist-Hospital und die Kapelle nebst Klockenthurn (Glockenturm) wurden bei dem großen Stadtbrand vom 19. August 1742 vollkommen zerstört. Bei diesem Brand fielen 159 Wohngebäude dem Feuer zum Opfer. Das Hospital wurde nicht wieder aufgebaut, der Platz lag etwa 60 Jahre brach. In späteren Urkunden ist einige Male von Rudera (Reste oder Trümmer) die Rede.